# Ctenascarophis lesteri
Ctenascarophis lesteri is een rondwormensoort uit de familie van de Cystidicolidae. De wetenschappelijke naam van de soort is voor het eerst geldig gepubliceerd in 1993 door Crites, Overstreet & Maung.